# Manducus maderensis
Espèce
Manducus maderensis est une espèce de poisson téléostéen.